# Michael Pekler

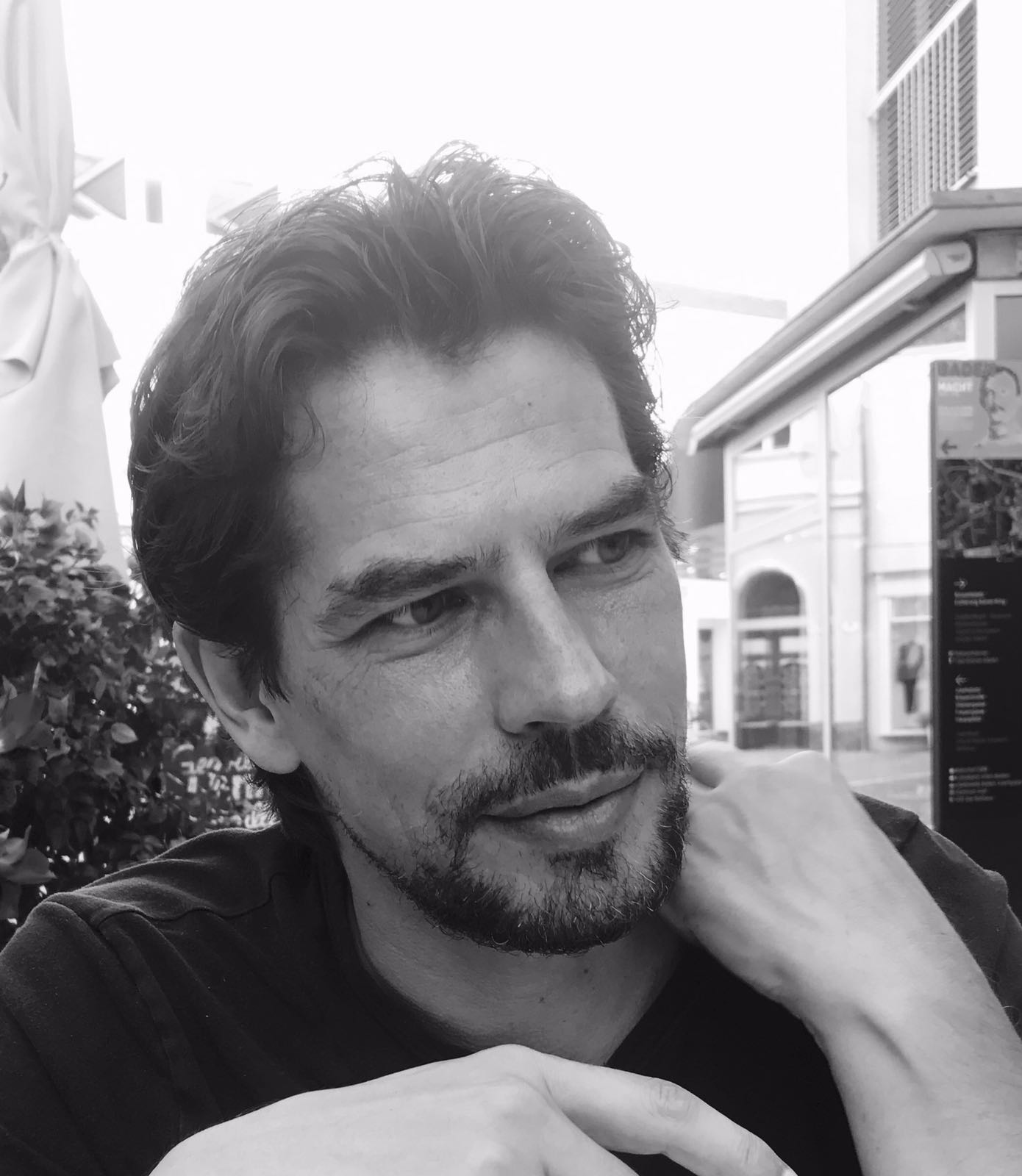

Michael Pekler (* 1971) ist ein österreichischer Autor, Journalist und Filmkritiker.

## Leben
Pekler studierte Theater- und Filmwissenschaft sowie Germanistik in Wien. Zusätzlich belegte er das Projektstudium Film und Geisteswissenschaften am Institut für Geschichte an der Universität Wien. Er schreibt u. a. für den Berliner Freitag, den Wiener Falter und das Zürcher Filmbulletin. Derzeit lebt er in Wien.

## Veröffentlichungen (Auswahl)
- Ang Lee und seine Filme. Schüren, Marburg 2009, ISBN 978-3-89472-665-2.
- mit Gunnar Landgesell, Andreas Ungerböck: Real America. Neuer Realismus im US-Kino. Schüren, Marburg 2012, ISBN 978-3-89472-778-9.
- mit Dominik Kamalzadeh: Terrence Malick. Schüren, Marburg 2013, ISBN 978-3-89472-819-9.
- mit Andreas Ungerböck: Wien. Eine Stadt als Filmkulisse. Schüren, Marburg 2019 ISBN 978-3-7410-0320-2.